# Liste der Monuments historiques in Sannois
Die Liste der Monuments historiques in Sannois führt die Monuments historiques in der französischen Stadt Sannois auf.

## Liste der Bauwerke
| Bezeichnung | Beschreibung              | Standort                  | Kennzeichnung | Schutzstatus | Datum | Bild           |
| ----------- | ------------------------- | ------------------------- | ------------- | ------------ | ----- | -------------- |
| Windmühle   | Erbaut im 18. Jahrhundert | Chemin des Moulins (Lage) | PA00080205    | Inscrit      | 1975  | weitere Bilder |

## Liste der Objekte
- Monuments historiques (Objekte) in Sannois in der Base Palissy des französischen Kultusministeriums